# Nóra Barta
Nóra Barta (* 2. April 1984 in Budapest) ist eine ungarische Wasserspringerin. Sie startet im Kunstspringen vom 1-m- und 3-m-Brett.
Barta nahm an den Olympischen Spielen 2000 in Sydney, 2004 in Athen und 2008 in Peking teil und erreichte dabei jeweils vom 3-m-Brett die Ränge 22, 14 und 12.
Bei Schwimmeuropameisterschaften gewann sie insgesamt drei Medaillen. 2006 und 2010 gewann sie in ihrer Heimatstadt Budapest jeweils Bronze vom 3-m-Brett, 2008 holte sie in Eindhoven Silber vom 1-m-Brett.
Zwischen 1998 und 2000 wurde Barta zweimal Junioreneuropameisterin und einmal Juniorenweltmeisterin.